# 莫納斯提爾省
莫納斯提爾省 （阿拉伯语：‎）是突尼西亞東部的一個省，臨哈馬馬特灣和地中海。面積1,019平方公里，2004年人口455,590人。 首府莫納斯提爾。下分十三縣。